# Undercurrent
Undercurrent, también conocida en español como Corrientes ocultas o Trágico secreto, es una película estadounidense de 1946 dirigida por Vincente Minnelli y protagonizada por Katharine Hepburn, Robert Taylor y Robert Mitchum.
- Datos: Q1199711